# Zegar słoneczny „Paw” w Inowrocławiu

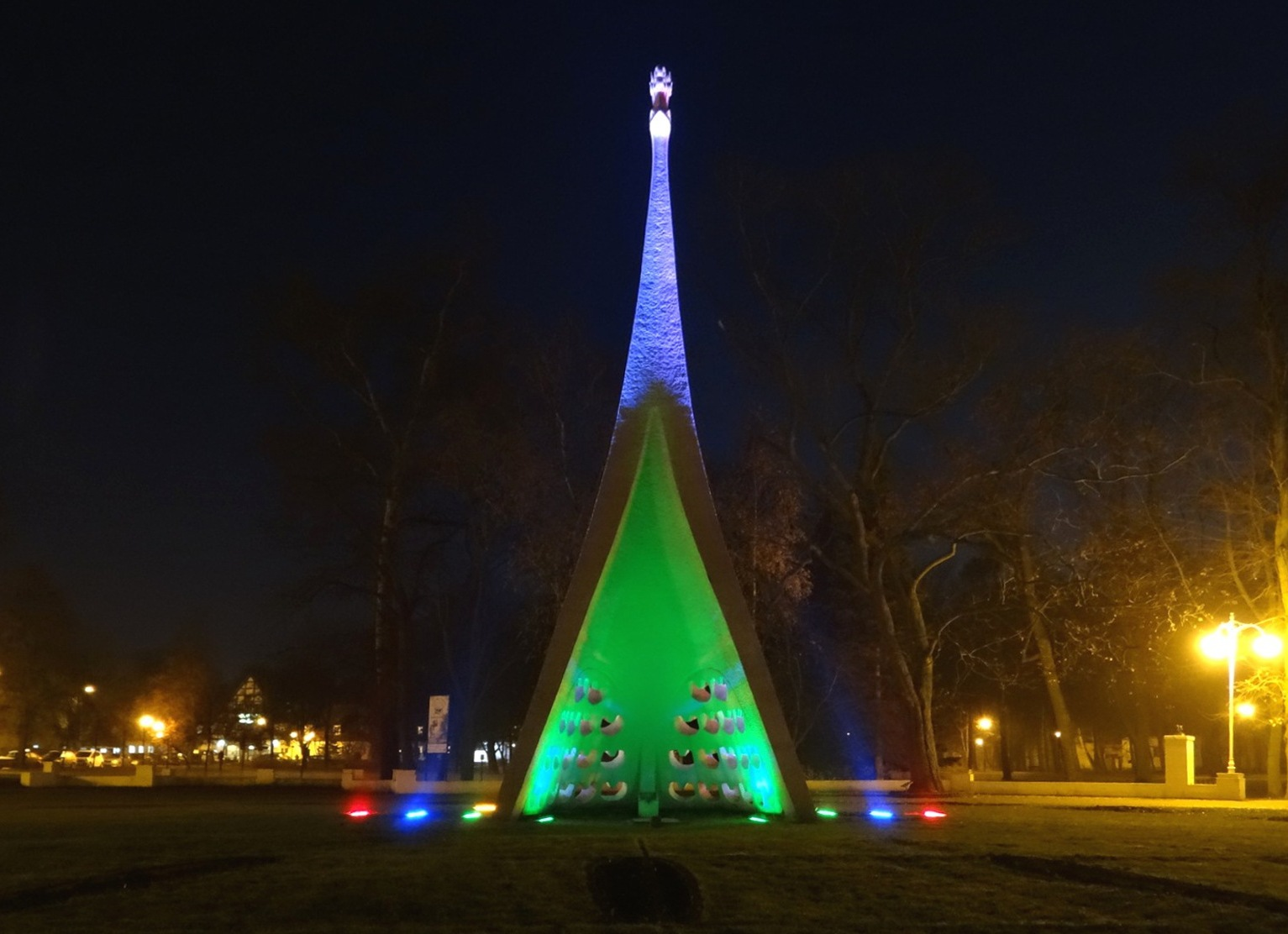
Nocna iluminacja rzeźby

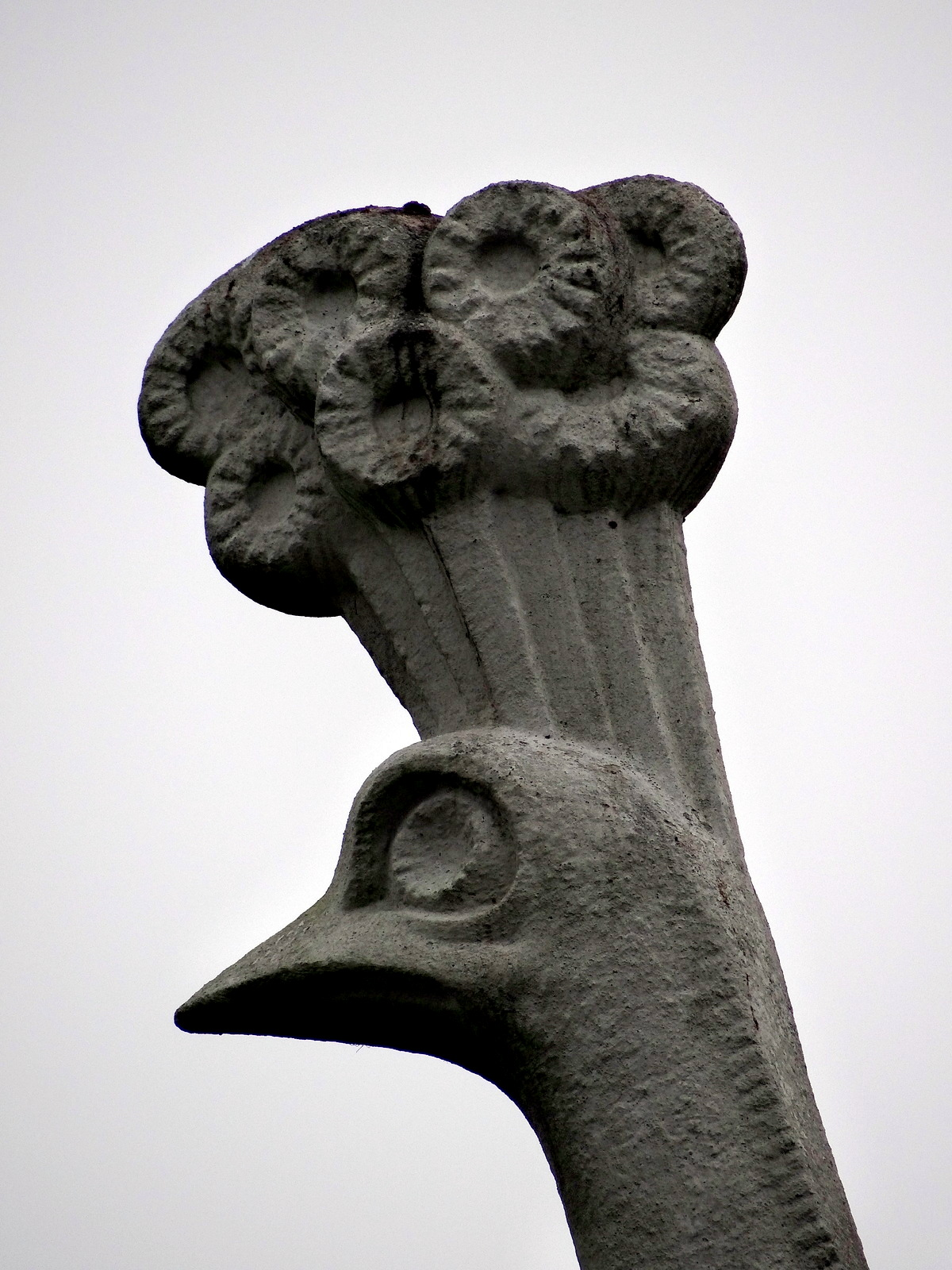
Zbliżenie na detale głowy

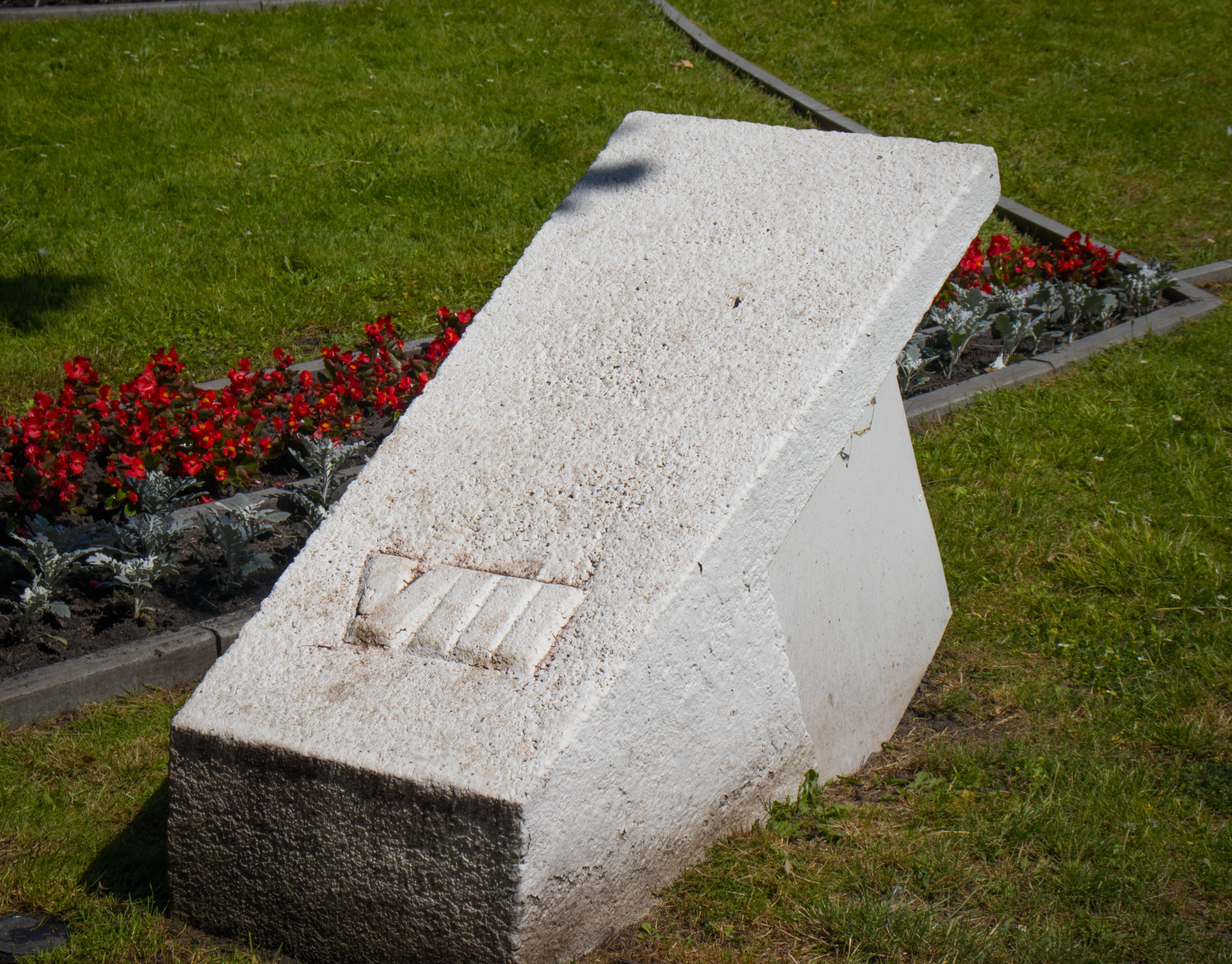
Płaskorzeźba z godziną na tarczy zegara

Zegar Słoneczny „Paw” – rzeźba plenerowa pełniąca funkcję zegara słonecznego w parku solankowym w mieście Inowrocław. Została zaprojektowana i wykonana przez małżeństwo Ewelinę oraz Henryka Siwickich w 1975 roku.

## Historia
Na początku lat 70. XX wieku Inowrocław wzbogacił się o dużą ilość dzieł sztuki. Władze miasta zaprosiły do współpracy artystów, tworzących dla miasta rzeźby, pomniki, mozaiki, sgraffita i inne formy dekoracyjne. Jednymi z artystów zaproszonych do współpracy było małżeństwo Henryk Siwicki i Ewelina Szczech-Siwicka. W pierwszej połowie lat 70. zrealizowali m.in. rzeźbę Ziemowita, Plotkarki, Dziewczynę Siedzącą i fontannę ze Smokiem. Najsłynniejszą i największą gabarytowo realizacją małżeństwa stworzoną w tamtych latach w Inowrocławiu jest zegar słoneczny Paw. Pomysł na realizację zegara w kształcie pawia był inwencją Eweliny Szczech-Siwickiej, którą zainspirowały pawie które w tamtych czasach chodziły po parku solankowym. Obliczeń niezbędnych do właściwego zorientowania zegara względem kierunków świata dokonał prof. Andrzej Strobel (współpracujący z Siwickimi również przy zegarze kopernikańskim w Toruniu). Paw został wykonany w konstrukcji żelbetowej, na bazie białego cementu. Integralną częścią kompozycji zegara jest jego otoczenie. Sam Paw pełni funkcję gnomonu, rzucającego cień na tarczę złożoną z kompozycji kwiatów, płaskorzeźb z numerami godzin oraz betonowymi liniami wyznaczającymi godziny. Doboru kwiatów w oryginalnej kompozycji dokonała inż. Wyborska, ówczesna Dyrektor Zakładu Zieleni Miejskiej w Inowrocławiu.
W 2010 roku Paw zyskał iluminację świetlną, umożliwiającą oświetlanie rzeźby w różnych kolorach, m.in. w kombinacji oddającej barwy upierzenia prawdziwych pawi.
W 2023 roku przeprowadzono remont rzeźby i jej otoczenia.

## Atrybucja
W wielu artykułach można się spotkać z informacją, iż autorem rzeźby jest artysta Wit Płażewski. Jest to informacja zapoczątkowana w formie błędu w przewodniku turystycznym autorstwa Alferda Krysiaka, która została powielona. Henryk Siwicki zwrócił się do autora publikacji w której zamieszczono nieprawdziwą informację, co poskutkowało zamieszczeniem sprostowania w lokalnych gazetach. To jednak nie powstrzymało fałszywej informacji przed rozprzestrzenianiem się i przypisaniu rzeźby Siwickich Witowi Płażewskiemu.